# Ted Nelson
Theodor Holm Nelson (Chicago, 17 juni 1937) is een Amerikaanse pionier op het gebied van informatietechnologie, filosoof en socioloog. Hij bedacht de termen hypertext en hypermedia in 1963 en publiceerde ze in 1965. Nelson bedacht de termen transclusion, virtuality en intertwingularity.
- Association for Computing Machinery: 81409593295
- Bibsys: 90176643
- Bibliothèque nationale de France: cb16597170v (data)
- DBLP: n/TheodorHolmNelson
- Gemeinsame Normdatei: 1025317246
- International Standard Name Identifier: 0000 0000 8245 2537
- Library of Congress Control Number: n86057845
- Bibliotheek van het Japanse parlement: 00451123
- Nationale Bibliotheek van Israël: 987009748006405171
- Nederlandse Thesaurus van Auteursnamen: 073598690
- SNAC: w6jq8z30
- Système universitaire de documentation: 139752625
- Virtual International Authority File: 60561898
- WorldCat: E39PBJrGtQCJgW9FX9bBxf6HYP